# Nemesia pulchella
Nemesia pulchella är en flenörtsväxtart som beskrevs av Rudolf Schlechter och William Philip Hiern. Nemesia pulchella ingår i släktet nemesior, och familjen flenörtsväxter. Inga underarter finns listade i Catalogue of Life.